# Laurent Mottron
Laurent Mottron, nascut el 13 de juny de 1952 a França, és psiquiatre, lingüista i professor d'universitat canadenc d'origen francès. És especialista en recerca clínica sobre l'autisme i el trastorn generalitzat del desenvolupament (TGD) a la Universitat de Mont-real.

## Biografia
Va estudiar medicina a la Universitat François-Rabelais (Tours) i el 1981 va recolzar una tesi doctoral titulada Fonctionnement de l'opposition névrose/psychose (Funcionament de l'oposició neurosi/psicosi), i el 1983, una tesi estatal en lletres i ciències humanes titulada Contraintes communes à l'acquisition, la théorisation et la pathologie de la deixis (Restriccions comunes a l'adquisició, teorització i patologia de la deixis) a la Universitat París-V / René Descartes.
Viu al Quebec (Canadà) des de 1990, on és professor d'universitat, titular de la càtedra de recerca Marcel i Rolande Gosselin, en neurociència cognitiva de l'autisme al Departament de Psiquiatria de la Universitat de Mont-real des del 2008, i investigador nacional al Fons de Recerca en Salut del Quebec.
Va fundar la clínica especialitzada de l'autisme i trastorns de l'espectre autista a l'Hospital Rivière-des-Prairies de Montreal el 1995 i el Centre d'excel·lència per a trastorns de l'espectre autista de la Universitat de Mont-real (CETEDUM) el 2007.

## Àrees de recerca
Des de 1997, la seva investigació ha estat finançada pels Instituts Canadencs d'Investigació en Salut (IRSC o CIHR). Ha escrit més de 100 articles científics sobre neurociència cognitiva i autisme. Les seves troballes més importants se centren en la percepció visual i auditiva dins de l'autisme savant i no savant, estudiat per imatges cerebrals i tasques cognitives. També està interessat per tornar a examinar el paper de la discapacitat intel·lectual, les mutacions identificables i l'epilèpsia dins de l'autisme primari, i la inclusió d'investigadors autistes en ciències. Dirigeix un grup de 5 investigadors, Armando Bertone, Isabelle Soulières, Baudouin Arc Forgeot, Claudine Jacques i Michelle Dawson.
El seu treball, basat en la neuroimatge i l'estudi de proves cognitives, es refereix al tractament de la informació per part de persones autistes (percepció, memòria, raonament). Formen part de la neuropsicologia general del trastorn general del desenvolupament. Desenvolupa amb el Grup d'Investigació de Neurociència Cognitiva sobre l'Autisme de Montreal, el model de funcionalitat perceptiva millorada. (Enhanced Perceptual Functioning, 2006), una de les teories preferides per a interpretar dades cognitives i les de ressonància magnètica funcional.
Aquest model s'ha ampliat recentment amb la cartografia verídica (Veridical mapping, 2013), sobre els punts forts i els talents dels autistes savants i autistes no savants, i el model activador-llindar-objectiu (trigger-threshold-target, 2014), sobre els vincles entre les mutacions implicades en l'autisme, la plasticitat microstructural i regional i les funcionalitats perceptives millorades.

## Declaracions de posició
En una carta publicada per Le Monde el 2012, Laurent Mottron expressa que va deixar França per anar a viure al Canadà per no estar d'acord amb l'enfocament psicoanalític de l'autisme: 
| « | La psicoanàlisi no té res a dir ni fer amb l'autisme. La psicoanàlisi és una creença, una pràctica que ha de romandre limitada a una relació entre els adults consentidors. S'ha de treure del tractament, especialment dels nens (i no només de l'autisme). Vaig anar a Canadà per fugir d'això fa vint anys. | » |

.
En aquesta carta, també expressa la seva oposició al mètode ABA, que creu que és:
| « | (...) científicament infundada i èticament censurable. | » |

.
En la revista Cerveau&Psycho, va escriure que :.
| « | La psicoanàlisi no ha portat res a la comprensió ni a la gestió de l'autisme, ni en termes de pràctiques ni en termes de coneixements. | » |

## Publicacions

### Articles
- Mottron L, Belleville S, Rouleau GA, Collignon O (2014). Linking neocortical, cognitive, and genetic variability in autism with alterations of brain plasticity: The Trigger-Threshold-Target model. Neurosci Biobehav Rev. Aug 21. PMID: 25155242
- Mottron, L., Bonnel, A., Bouvet, L., Samson, F., Burack, JA, Dawson M., Heaton, P., Veridical mapping in the development of exceptional autistic abilities (2013) Neurosci Biobehav Rev. 2013 Feb;37(2):209-28. doi: 10.1016/j.neubiorev.2012.11.016. Epub 2012 Dec 5. PMID: 23219745
- Samson, F., Mottron, L., Soulières, I., Zeffiro, T.A., (2011) Enhanced visual functioning in autism: an ALE meta-analysis, Human brain mapping, Apr 4. doi: 10.1002/hbm.21307. PMID: 21465627
- Bonnel, A., McAdams S., Smith B., Berthiaume, C., Bertone, A., Ciocca, V., Burack, JA., Mottron, L., (2010) Enhanced pure-tone pitch discrimination among persons with autism but not Asperger syndrome, Neuropsychologia, Jul;48(9):2465-75. Epub 2010 Apr 28. PMID: 20433857
- Samson, F., Hyde, KL., Bertone, A., Soulières, I., Mendrek, A., Ahad, P., Mottron, L., Zeffiro, TA., (2011) Atypical processing of auditory temporal complexity in autistics, Neuropsychologia, Feb;49(3):546-55. Epub 2010 Dec 28. PMID: 21192958
- Mottron, L. (2011) Changing perceptions: The power of autism. Nature. Nov 2;479 (7371): 33-5.
- Totes les publicacions de Laurent Mottron al PubMed.

### Llibres
- L'autisme: une autre intelligence. Diagnostic, cognition et support des personnes autistes sans déficience intellectuelle., Mardaga, 2004.
- L'intervention précoce pour enfants autistes, Mardaga, 2016